# ظهرة هرامة (المخادر)

تعديل مصدري - تعديل

ظهرة هرامة محلة تابعة لقرية هرامة، التابعة لعزلة الصفي بمديرية المخادر إحدى مديريات محافظة إب في الجمهورية اليمنية، بلغ تعداد سكانها 58 حسب تعداد اليمن لعام 2004.